# 松節酒
松節酒（서울송절주）是一種用松節（新鮮的松樹的樹枝）、當歸、牡丹花、松針和豨薟屬植物來釀製的酒。這種酒有著強烈的藥香，並據說對神經痛等有著良好的療效。

## 由來
儘管對於首爾松節酒的由來眾說紛紜，但是根據《林園十六志》、《閨合叢書》的記載上看來，認為松節酒起源於16世紀的李氏朝鮮中期的說法是比較準確的。現在是李廷鸞將軍的十四代孫許城山（1892～1967）重新發現了這種酒，然後傳給了朴阿只（박아지），現在是李成子繼承了製作工藝。